# Comuna de Mikołajki Pomorskie
Mikołajki Pomorskie (polaco: Gmina Mikołajki Pomorskie) é uma gminy (comuna) na Polónia, na voivodia de Pomerânia e no condado de Sztumski. A sede do condado é a cidade de Mikołajki Pomorskie.
De acordo com os censos de 2004, a comuna tem 3741 habitantes, com uma densidade 40,8 hab/km².

## Área
Estende-se por uma área de 91,75 km², incluindo:
- área agricola: 77%
- área florestal: 13%

## Demografia
Dados de 30 de Junho 2004:
|                      | Total   | Total | Mulheres | Mulheres | Homens  | Homens |
| -------------------- | ------- | ----- | -------- | -------- | ------- | ------ |
|                      | pessoas | %     | pessoas  | %        | pessoas | %      |
| População            | 3741    | 100   | 1858     | 49,7     | 1883    | 50,3   |
| Densidade (pop./km²) | 40,8    | 100   | 20,3     | 20,3     | 20,5    | 20,5   |

De acordo com dados de 2005, o rendimento médio per capita ascendia a 1938,20 zł.

## Comunas vizinhas
- Dzierzgoń, Prabuty, Ryjewo, Stary Dzierzgoń, Stary Targ, Sztum